# Yamagumo (tàu khu trục Nhật) (1938)
Yamagumo (tiếng Nhật: 山雲) là một tàu khu trục hạng nhất của Hải quân Đế quốc Nhật Bản thuộc lớp tàu khu trục Asashio bao gồm mười chiếc được chế tạo vào giữa những năm 1930. Yamagumo đã tham gia nhiều hoạt động tại Mặt trận Thái Bình Dương trong Chiến tranh Thế giới thứ hai trước khi bị đánh chìm trong Trận chiến eo biển Surigao vào ngày 25 tháng 10 năm 1944.

## Thiết kế và chế tạo
Được chấp thuận cho chế tạo trong khuôn khổ Chương trình Bổ sung Vũ khí Hải quân Nhật Bản thứ hai (Maru-2), những chiếc trong lớp tàu khu trục Asahio có kích thước lớn hơn và nhiều khả năng hơn so với lớp tàu khu trục Shiratsuyu dẫn trước, vì các nhà thiết kế hải quân Nhật Bản không còn bị gò bó trong những giới hạn của Hiệp ước Hải quân London. Những con tàu có kích cỡ tương đương tàu tuần dương hạng nhẹ này được thiết kế để tận dụng ưu thế dẫn đầu của Nhật Bản trong kỹ thuật ngư lôi, để tháp tùng lực lượng tấn công chủ lực của Hạm đội Nhật cũng như để tấn công cả ngày lẫn đêm nhắm vào Hải quân Hoa Kỳ, khi họ băng ngang Thái Bình Dương theo giả định của lý thuyết chiến lược Nhật Bản. Cho dù là một trong những lớp tàu khu trục mạnh mẽ nhất thế giới vào lúc hoàn tất, không có chiếc nào sống sót qua cuộc Chiến tranh Thái Bình Dương.
Yamagumo được đặt lườn tại Xưởng đóng tàu Fujinagata vào ngày 4 tháng 11 năm 1936, được hạ thủy vào ngày 24 tháng 7 năm 1937 và đưa ra hoạt động vào ngày 15 tháng 1 năm 1938.

## Lịch sử hoạt động
Vào lúc xảy ra cuộc tấn công Trân Châu Cảng, dưới quyền chỉ huy của Thiếu tá Hải quân Yasuji Koga, Yamagumo là soái hạm của Lực lượng Tấn công Đặc biệt 3 trong cuộc xâm chiếm Philippines, hỗ trợ cho các cuộc đổ bộ tại đảo Camaguin và Lingayen. Tuy nhiên, vào ngày 31 tháng 12, nó bị hư hại nặng do va phải một quả thủy lôi Nhật Bản, và phải được kéo về Hong Kong để sửa chữa vào đầu tháng 2 năm 1942, rồi cố lếch về Xưởng hải quân Yokosuka vào ngày 7 tháng 4. Nó được sửa chữa cho đến ngày 15 tháng 5 năm 1942, rồi được đặt căn cứ tại Yokosuka cho đến cuối tháng 8 năm 1943. Nó thực hiện một nhiệm vụ hộ tống đến Saipan vào cuối tháng 12 năm 1942. Vào tháng 2 năm 1943, trong khi cố ra sức bảo vệ cho Tatsuta Maru đi đến Truk, nó đã không thể ngăn được tàu ngầm Mỹ USS Tarpon đánh chìm con tàu chở quân, nguyên là một tàu biển chở khách hạng sang trước chiến tranh, bằng ngư lôi với tổn thất lên đến 1.400 nhân mạng ở về phía Đông Nam Mikurajima.
Ngày 15 tháng 9 năm 1943, Yamagumo được phân về Hạm đội 3, và đã hộ tống một đoàn tàu vận tải từ Thượng Hải đến Rabaul, rồi quay về Thượng Hải vào ngày 18 tháng 10. Nó lặp lại nhiệm vụ này trong tháng 11, rồi sau đó được giao nhiệm vụ hộ tống tàu tiếp liệu tàu ngầm Chōgei và tàu tuần dương Kashima từ Truk quay trở về Quân khu Hải quân Kure. Vào ngày 19 tháng 11 năm 1943, nó đã đánh chìm tàu ngầm USS Sculpin bằng mìn sâu.
Sau đó, Yamagumo đượcgiao nhiệm vụ hộ tống tàu chở dầu Nippon Maru tại khu vực quần đảo Marshall. Vào tháng 12, nó quay trở lại Nhật Bản cùng với Chōgei và thiết giáp hạm Kongo, rồi lại đi đến Truk cùng với thiết giáp hạm Yamato vào cuối năm.
Vào ngày 1 tháng 1 năm 1944, Yamagumo bị hư hại nhẹ do bị bắn phá trong một chuyến đi vận chuyển tốc độ cao "Tốc hành Tokyo" chuyển binh lính đến Kavieng. Nó hộ tống cho tàu chở dầu Kokuyo Maru trong tháng 1 năm 1944, rồi thực hiện thêm ba chuyến vận chuyển binh lính tại khu vực quần đảo Solomon trong tháng 2. Vào ngày 23 tháng 2, nó quay trở về Yokosuka cùng với tàu vận tải Asaka Maru. Đang khi ở lại Yokosuka, nó được đại tu, và một trong các tháp pháo chính của nó được thay thế bẳng hai khẩu đội 25 mm Kiểu 96 phòng không ba nòng.
Vào đầu tháng 4, Yamagumo hộ tống tàu sân bay Zuihō đi đến Guam và quay trở lại Kure. Vào tháng 5, nó hộ tống các tàu sân bay Junyō, Hiyō và Ryūhō đi đến Tawitawi, rồi hộ tống các thiết giáp hạm Yamato và Musashi đi đến Biak. Trong Trận chiến biển Philippine từ ngày 10 tháng 6 đến ngày 20 tháng 6 năm 1944, nó nằm trong thành phần "Lực lượng B" dưới quyền Đô đốc Takatsugu Jōjima, nhưng đã không tham gia chiến đấu.
Trong Trận chiến vịnh Leyte vào ngày 22-25 tháng 10 năm 1944, Yamagumo được điều về Lực lượng phía Nam của Đô đốc Shōji Nishimura. Trong Trận chiến eo biển Surigao vào ngày 22 tháng 10, nó trúng phải ngư lôi phóng từ tàu khu trục Mỹ McDermut, bị nổ tung và chìm với thiệt hại nhân mạng toàn bộ thủy thủ đoàn ở vị trí 10°25′B 125°23′Đ / 10,417°B 125,383°Đ.
Yamagumo được rút khỏi danh sách Đăng bạ Hải quân vào ngày 10 tháng 1 năm 1945.